# Пиш
Пиш (пол. Pisz, нем. Johannisburg — Иоганнисбург) — город в Польше (ранее местечко в провинции Восточной Пруссии), входит в Варминьско-Мазурское воеводство, Пишский повят.
Город имеет статус городско-сельской гмины. Занимает площадь 10,08 км². Население — 19 386 человек (на 2018 год)..

## История
Городок находился в 12 верстах от русской государственной границы, при впадении реки Писсек (Писсы) в озеро Рош (или Варшау-зе), на железной дороге Лык (Граево) — Алленштейн. Рядом с городом начинался громадный Иоганнисбургский лес. Ранее в местечке Иоганнисбург проживала еврейская община, которая входила в состав Немецко-еврейского союза общин. В 1905 году — 140 евреев.
От города отходили железнодорожные ветки: одна на Арис, где находился громадный артиллерийский полигон и лагерь прусской кавалерии, и одна на юг в Длоттовен — к русской границе. К городу сходились пять шоссейных дорог. Около Иоганнисбурга поселились бежавших из России, в XVIII веке, потомки русских раскольников филипповского толка. В Иоганнисбурге, с 1863 года, были напечатаны, в славянской типографии, первые четыре книжки журнала старообрядцев «Истина».

## Памятники
В реестр охраняемых памятников Варминьско-Мазурского воеводства занесены:
- Городская застройка старого города XVI—XVII веков.
- Лютеранская церковь 1696 года — XIX века.
- Прицерковное кладбище.
- Лютеранское кладбище.
- Руины замка XIV века.
- Огневой бункер, 1939 года, типа 107а.
- Защитный бункер, 1939 года, типа Регельбау 502.
- Ратуша, 1900 года.
- Дома по площади Дашиньского, № 1, № 2, № 6, № 8, № 9, № 12, № 14.
- Дом XVIII века, по улице Окоповой, № 1.
- Дома по улице Рыбацкой, № 2, № 4, № 8, № 12, № 13, № 15, № 16, № 17, № 18.
- Дом 1860, 1950 года, по улице Войска Польского, № 2.
- Дома 1956/57 годов, по улице Освобождения, № 1, № 2, № 3, № 4.
- Водонапорная башня 1907 года.
- Комплекс промышленных строений XIX/XX века.

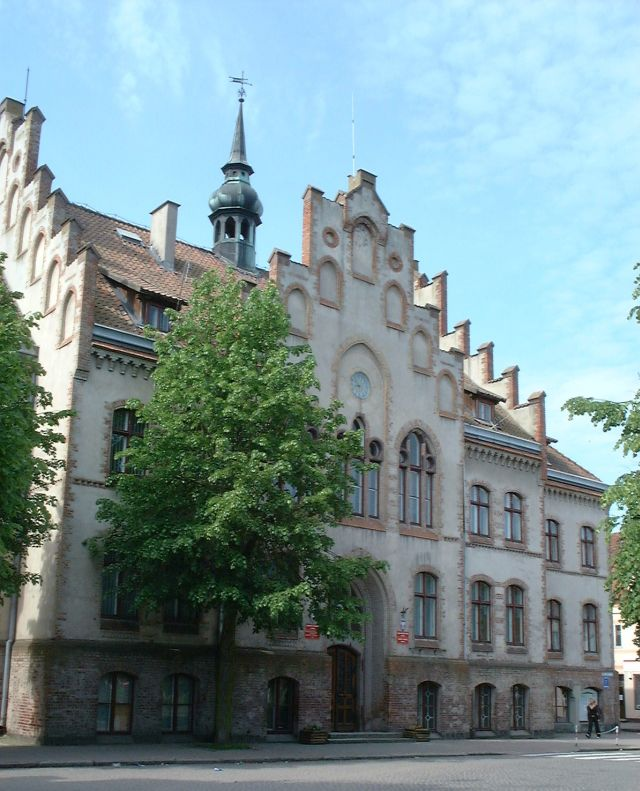
Ратуша
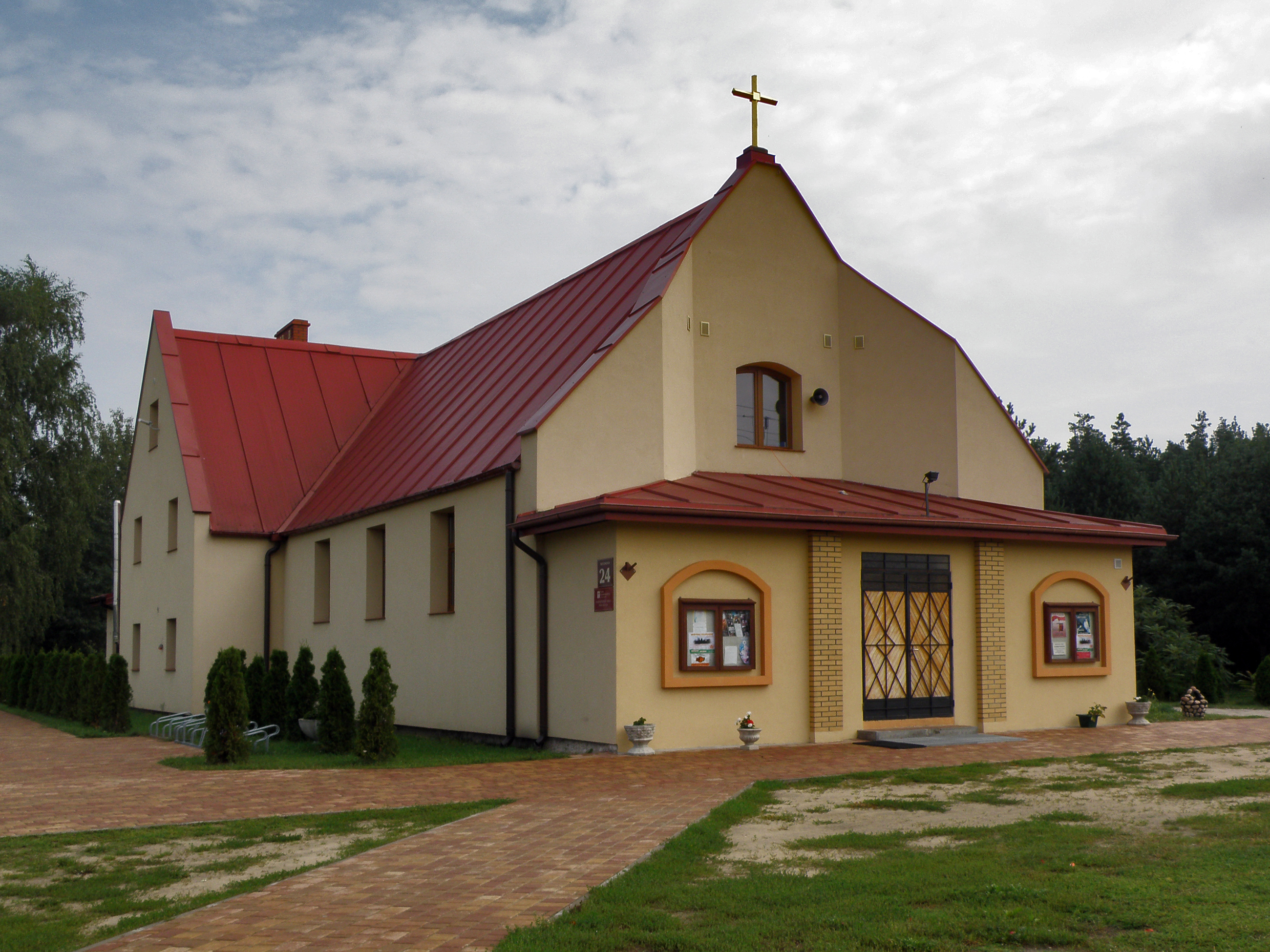
Herz-Jesu-Kirche in Pisz
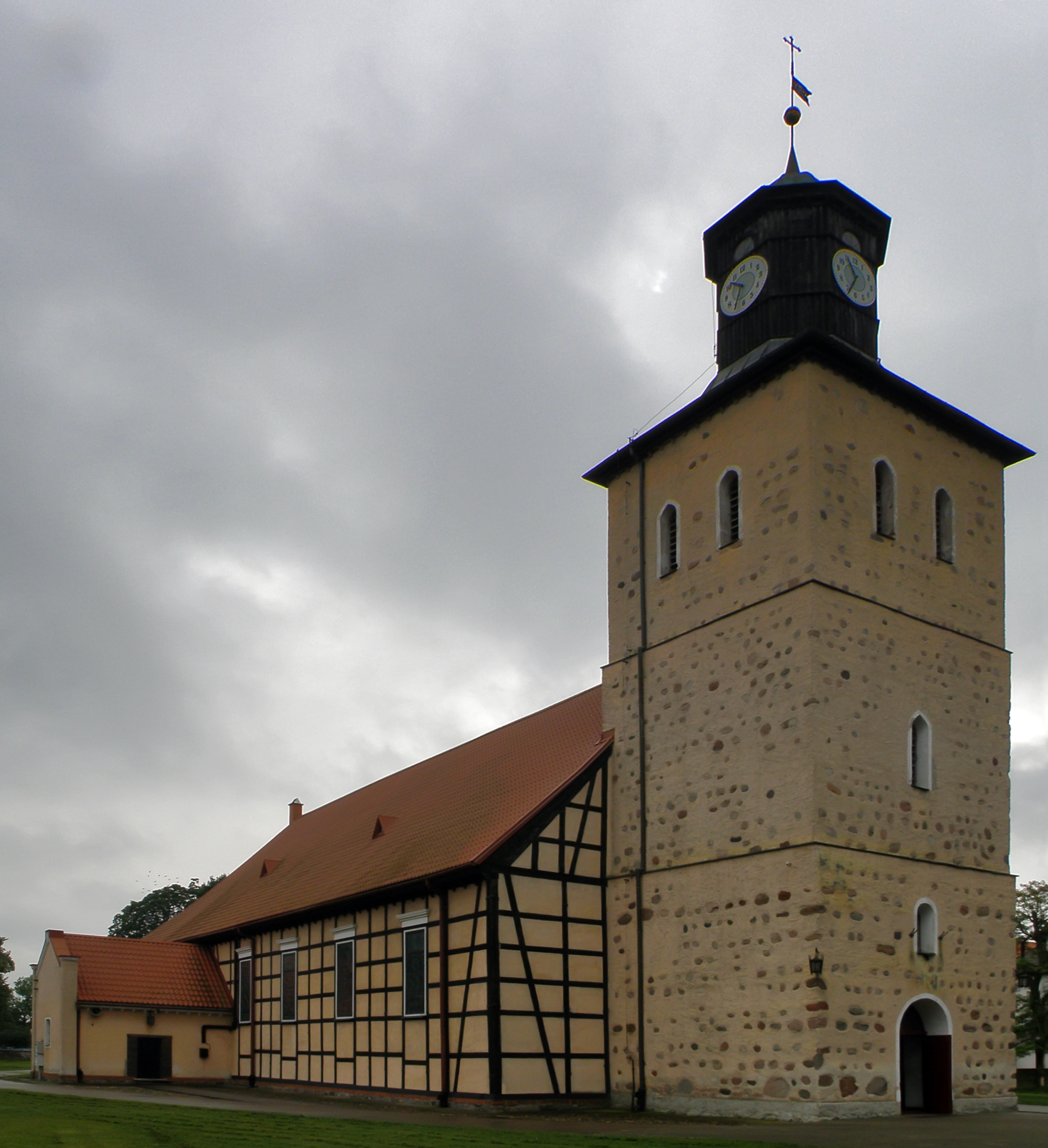
Die einst evangelische, heute katholische St. Johannes-Kirche in Pisz (Johannisburg)